# Tipulodina malabarensis
Tipulodina malabarensis är en tvåvingeart som först beskrevs av Alexander 1960.  Tipulodina malabarensis ingår i släktet Tipulodina och familjen storharkrankar. Inga underarter finns listade i Catalogue of Life.